# 高雅
高雅（英語：Sophistication）即高尚雅致、高尚风雅（相对于猥琐粗俗）和高超雅正（相对于平庸奸诈），一種表现受过良好教养的品味、智慧和巧妙精細而非粗糙、愚笨和傭俗的高尚举止或情趣格调。以社會階級來理解，高雅可以跟社會地位、特權階層以及社會優越性等概念有關。

## 「高雅」的範疇
在社會層面，高雅可以被視為「勢利的一種形式」。一個對時尚風格的研究提出一個觀念，認為可能有一系列的元素，憑藉它們一個人就可以從優雅和時尚之中反映出一種高雅。該等元素涵蓋了「造鞋匠、髮型師、化妝師、食譜作者、廚師、鑽石商人、女裁縫師，以至到最時尚的女性們、折疊傘...和香檳的發明者」等等人士的技藝。